# A sebezhetetlen
A sebezhetetlen (eredeti cím: Unbreakable) 2000-ben bemutatott amerikai misztikus thriller, melynek forgatókönyvírója és rendezője M. Night Shyamalan. A főszerepben Bruce Willis, Samuel L. Jackson, Robin Wright és Spencer Treat Clark látható. Az alkotás az Eastrail 177 trilógiaként is ismert Sebezhetetlen filmsorozat első felvonása.
Az Amerikai Egyesült Államokban 2000. november 22-én mutatta be a Buena Vista Pictures, míg Magyarországon másfél hónappal később szinkronizálva, 2001. január 4-én az InterCom Zrt..
Több mint egy évtized elteltével Shyamalan elkészítette a film folytatását is, Széttörve címmel. A folytatás befejezése után nekikezdett a harmadik, egyben utolsó felvonás elkészítéséhez is, amely az Üveg címet viseli, és amelyet 2019 januárjában mutattak be a mozikban.
A film általánosságban pozitív kritikákat kapott a kritikusoktól, akik méltatták a színészek játékát, a történet érzelmi súlyát, az esztétikát, valamint James Newton Howard filmzenéjét. Mindezek eredményeképp a film átlagolt pontszáma 7,3/10 lett.
A film komoly rajongótábort tudhat magáénak, sokan Shyamalan egyik legjobb filmjeként tartják számon, valamint a Time magazin 2011-ben a valaha készült legjobb szuperhősfilmek közé válogatta, mint negyedik helyezettet. A Metacritic oldalán a film értékelése 62% a 100-ból, ami 31 véleményen alapul. A Rotten Tomatoeson a Sebezhetetlen 69%-os minősítést kapott, 163 értékelés alapján. A projekt forgatását 2000 áprilisában kezdték el, és júliusában fejezték be.

## Rövid történet
David Dunn, a biztonsági őr túlél egy rettenetes vonatbalesetet. Az incidens után (nagyrészt egy születési rendellenességgel küszködő képregénytulajdonos, Elijah Price hatására) Dunn hamarosan felfedezi, hogy emberfeletti tulajdonságokkal rendelkezik.

## Cselekmény
1961-ben, Philadelphia városában Elijah Price (Samuel L. Jackson) a kivételesen ritka I. típusú osteogenezis imperfecta, köznapi nevén üvegcsont betegségként ismert születési rendellenességgel jön a világra. Ahogyan azt a betegség neve is mutatja, csontjai roppant könnyedén törnek. Mivel balesetei miatt gyermekkorának nagy részét kórházban, vagy ágyhoz kötve tölti, leginkább képregényeket olvas. Elijah felnőve képregény-kereskedővé válik, és a szuperhősök történetei alapján kidolgoz egy elméletet, miszerint ha ő maga az szélsőséges emberi gyengeség és sebezhetőség képviselője, kell léteznie valakinek, aki a másik végletet képviseli: egy sebezhetetlen embernek.
Napjainkban, Philadelphia egy másik lakója, a biztonsági-őr David Dunn (Bruce Willis) szintén létezésének értelmén mereng. Főiskolás évei során felhagyott ígéretes amerikai futballistaként előtte álló karrierjével, hogy feleségül vehesse szerelmét, Audrey-t, miután a pár autóbalesetet szenvedett. Most azonban házasságuk válságban van, amely fiatal fiukat, Joseph-et is rosszul érinti. David éppen egy New York-i állásinterjúról indul hazafelé, az Eastrail 177 nevű vonatjárattal. A szerelvény azonban kisiklik, a balesetben 131 utas veszti életét – David azonban csodával határos módon életben marad, mi több: egyetlen karcolást sem szenved. Miután részt vesznek az áldozatok számára tartott megemlékezésen, David és Joseph egy Elijah boltjába invitáló cédulát találnak kocsijuk szélvédőjén. Mikor Dunn és fia ellátogat Elijah képregényritkaságokra szakosodott művészeti galériájába, a férfi megosztja elméletét Daviddel, miszerint meggyőződése, hogy Dunn egy azok közül a kivételes, emberfeletti egyének közül, akiknek emlékét egykor az ókori mítoszok, manapság pedig a szuperhősképregények őrzik.
Miközben David biztonsági-őrként a munkáját végzi Philadelphia egyik futball stadionjában, Elijah meglátogatja. A férfi nem tartja véletlennek, hogy Dunn az emberek védelmezését választotta hivatásául. Mikor David egy megérzés alapján arra kezd gyanakodni, hogy az egyik látogató egy pisztolyt rejteget, a fegyver meglepően részletes leírása alapján Elijah úgy véli, Dunn hatodik érzékkel rendelkezik, és képes megérezni az ártó szándékot. David azonban továbbra is kételkedik, ezért Elijah követi a feltételezett fegyverest az utcán, azonban a lépcsőn haladva elveszti egyensúlyát és súlyosan megsérül. Mielőtt azonban elveszítené eszméletét, megpillantja az általa követett férfi pisztolyát, amelyre tökéletesen illik David leírása. Habár David ostobaságnak tartja Price elképzeléseit, az bogarat ültet a fülébe: sem ő, sem Audrey nem emlékeznek rá, hogy a férfi valaha is beteg lett volna. David tesztelni kezdi magát: súlyemelés közben, Joseph előtt 160 kg-t emel fel és nyom ki, bizonyítva, hogy csaknem mérhetetlen erővel bír. Joseph bálványozni kezdi apját, mint valódi szuperhőst, Dunn azonban ragaszkodik álláspontjához, miszerint ő csupán egy hétköznapi ember. Később, a munkahelyén azonban ismét kipróbálja magát: mikor az egyik látogató hozzáér, látomása támad, amelyből arra következtet, hogy az illető kábítószert birtokol. Mikor azonban megmotozza, nem talál nála semmit. Ekkor egyik munkatársától megtudja, hogy Joseph verekedett az iskolában.
Eközben a rászorulóknak segítséget nyújtó Audrey találkozik az átmenetileg kerekesszékbe kényszerült Elijah-val, aki kérdéseket tesz fel neki Davidről és az általa korábban említett az autóbalesetről, amely miatt abba kellett hagynia a futballt. Mikor Audrey megjegyzi, hogy a maga részéről szerencsés fordulatként gondol a balesetre, mivel képtelen lett volna hozzámenni Davidhez, ha folytatja az általa erőszakosnak talált sportot, Elijah felveti, hogy a férfi talán nem is a sérülés, hanem a nő miatt szakított a futballal.
Miután Joseph, hogy bizonyítsa neki sebezhetetlenségét, csaknem rálő, David közli Elijahval, hogy az elmélete téves. Ugyanis gyermekkorában közel került a halálhoz, amikor társai víz alá nyomták egy medencében. David majdnem megfulladt, az eseményeket követően pedig súlyos tüdőgyulladást kapott. Elijah magába roskad, azonban nem sokkal később üzenetet hagy Dunn számára, amelyben rámutat, hogy minden szuperhősnek megvan a maga gyenge pontja, David esetében pedig ez nem más, mint a víz. David az Estrail 177 roncsai között visszaemlékszik a futballkarrierjének véget vető autóbalesetre: ahogyan a vonatszerencsétlenség során, annak idején sem sérült meg. A balesetet csak ürügyként használta, hogy Audrey kedvére tegyen.
David felhívja Elijaht, hogy tanácsot kérjen tőle. Price azt javasolja, menjen az emberek közé, hogy bajba jutottakat találjon, akiken segíthet. Philadelphia egyik zsúfolt állomásán Dunn elvegyül a tömegben, hagyva, hogy a járókelők nekiütközzenek. Hatodik érzékének köszönhetően számos látomása támad az emberek által elkövetett kisebb-nagyobb bűntényektől, végül megtalálja, amit keresett: egy jellegzetes narancssárga munkaruhába öltözött gondnokot, aki betört egy házba, meggyilkolta a családfőt, annak feleségét és gyerekeit pedig fogságban tartja. David követi a férfit a látomásából ismerős családi házba, ahová belépve hamarosan rábukkan az áldozat pincébe lökött holttestére. Dunn megtalálja és kiszabadítja a gyerekeket, azonban mikor az anyát próbálja megmenteni, a gondnok megragadja és kilöki a szoba erkélyéről. David egyenesen a kertben álló úszómedencébe zuhan. A férfi majdnem vízbefúl, azonban a gyerekek megmentik. David visszatér a házba, ahol a meglepetés erejét használva megtámadja a gondnokot, és – mivel ellenfele képtelen kárt tenni benne – rövid időn belül megfojtja. Az anyát azonban már nem tudja megmenteni. Hazatérése után ő és Audrey kibékülnek. Másnap reggel David megmutatja az aznapi újságot Josephnek, amelynek címlapján a biztonsági-őrök kámzsás esőkabátját viselő alak fantomképe látható, mint a titokzatos hős. Joseph felismeri apját, aki azonban csendre inti, mivel nem akarja, hogy Audrey tudomást szerezzen a dologról.
David ellátogat Elijah galériájába, ahol találkozik Elijah anyjával. Beszélgetésük során Mrs. Price rámutat a szuperhősök ellenfelei, a szupergonosztevők két típusára: az egyik nyers erővel, a másik kimagasló intelligenciáját használva küzd a hős ellen. Ezután Elijah, aki szintén olvasta a lapokat, az üzlet hátsó részébe vezeti Davidet, és kezet nyújt neki. Kézfogásukkor David újabb látomást él át, amelyből megtudja, hogy számos tömegszerencsétlenség mellett az Eastrail 177 kisiklása is Elijah műve volt. Price megvallja, hogy az évek során olyan elkeseredetten kereste a valódi szuperhőst, aki igazolhatja elméletét, hogy baleseteket eszközölt ki a sebezhetetlen ember megtalálására. Ezt követően felfedi az elborzadt David előtt, hogy ahogyan a férfi, ő is megtalálta élete értelmét: gyermekkorában ráaggatott Mr. Üveg ( a magyar szinkronban Porcelán) néven szupergonosztevőként szembeszállni a hőssel.
A film epilógusából kiderül, hogy David hamarosan elvezette a hatóságokat a galériába, akik őrültnek nyilvánítják és egy elmegyógyintézetbe zárják Elijaht.

## Szereplők
| Szerep                  | Színész             | Magyar hang     |
| ----------------------- | ------------------- | --------------- |
| David Dunn              | Bruce Willis        | Szakácsi Sándor |
| Elijah Price / Mr. Üveg | Samuel L. Jackson   | Kálid Artúr     |
| Audrey Dunn             | Robin Wright        | Tóth Ildikó     |
| Joseph Dunn             | Spencer Treat Clark | Kováts Dániel   |
| Elijah anyja            | Charlayne Woodard   | Illyés Mari     |
| Dr. Mathison            | Eamonn Walker       | Megyeri János   |
| Kelly                   | Leslie Stefanson    | Benkő Nóra      |
| Bébiszitter             | Michaelia Carroll   | Oláh Orsolya    |
| Képregényárus           | Bostin Christopher  | Holl Nándor     |
| Iskolai nővér           | Elizabeth Lawrence  | Magda Gabi      |

## Filmzene
| 1.    | Visions              | 5:57 |
| 2.    | Reflection of Elijah | 4:08 |
| 3.    | Weightlifting        | 3:43 |
| 4.    | Hieroglyphics        | 2:01 |
| 5.    | Falling Down         | 2:27 |
| 6.    | Unbreakable          | 3:23 |
| 7.    | Goodnight            | 2:25 |
| 8.    | The Wreck            | 3:46 |
| 9.    | Second Date          | 1:31 |
| 10.   | School Nurse         | 1:22 |
| 11.   | Blindsided           | 1:55 |
| 12.   | The Orange Man       | 2:29 |
| 13.   | Carrying Audrey      | 2:36 |
| 14.   | Mr. Glass/End Titles | 7:40 |
| 45:23 |                      |      |